# 싸이코 3
싸이코 3(Psycho III)은 미국에서 제작된 안소니 퍼킨스 감독의 1986년 공포, 스릴러 영화이다. 안소니 퍼킨스 등이 주연으로 출연하였고 힐톤 A. 그린 등이 제작에 참여하였다.

## 줄거리
1983년, 노먼 베이츠는 베이츠 모텔에서 일하며 여러 사람을 살해한 후 자신이 진짜 엄마라고 말했던 웨이트리스 엠마 스풀의 보존된 시체와 함께 살고 있다. 한 달이 지나도 스풀이 나타나지 않자 노먼의 전 상사인 랄프 스탯러와 지역 법 집행관들은 걱정한다. 돈에 쪼들리는 비열한 음악가 듀안 듀크는 모텔의 보조 매니저 자리를 제안받는다. 로스앤젤레스 출신의 저널리스트 트레이시 베나블은 수감에서 풀려난 연쇄 살인범에 대한 기사를 쓰고 있다. 노먼이 다시 살인을 저지르고 있다고 믿는 트레이시는 식당에 나타나 그와 대화하려 한다. 노먼은 그녀에게 마음을 열지만, 정신적으로 불안정한 젊은 전 수녀 모린 코일이 들어오자 산만해진다. 모린은 노먼이 22년 전 살해하여 수감되었던 그의 전 희생자 매리언 크레인을 닮았다. 여행 가방에 "M.C."라는 이니셜을 보고 노먼은 당황하여 식당을 나선다.
그날 밤, "어머니"는 모린의 화장실에 들어가 그녀를 죽이려 하지만, 그녀가 손목을 그어 자살을 시도한 것을 발견한다. 이 충격으로 노먼은 자신의 인격을 되찾고, 혼수상태의 모린은 칼을 든 "어머니"를 십자가를 든 성모 마리아로 착각한다. 노먼은 모린을 병원으로 데려가 필요한 만큼 머물라고 제안한다. 그녀가 퇴원한 후, 그들은 로맨틱한 관계를 시작한다. 그날 밤, 듀크는 술집에서 레드라는 여자를 태우지만, 레드가 단순한 관계 이상을 원한다는 것을 분명히 하자 듀크는 그녀를 거부한다. 레드는 택시를 부르려 하지만 "어머니"가 공중전화 부스 문을 부수고 레드를 칼로 찔러 죽인다. 다음 날, 관광객들이 미식축구 경기를 보기 위해 모텔에 도착한다. 트레이시는 스풀의 아파트를 수색하다가 잡지 표지에 적힌 모텔 전화번호를 발견한다.
모텔의 유일한 멀쩡한 투숙객인 팻시 보일은 "어머니"에게 화장실에서 살해당한다. 노먼은 그녀의 시체를 발견하고 모텔의 아이스 상자에 묻는다. 다음 날 아침, 존 헌트 보안관과 레오 부관이 팻시의 실종을 조사하기 위해 나타난다. 트레이시는 모린에게 노먼의 과거를 이야기하고, 모린은 병원에서 자신을 돌봐주었던 브라이언 신부와 함께 머문다. 노먼은 스풀의 시체가 사라지고 그 자리에 쪽지가 놓여 있는 것을 발견한다. 듀크의 오두막으로 들어간 노먼에게 듀크는 그를 경찰에 넘기겠다고 협박하며 노먼을 협박하려 한다. 노먼은 듀크를 재떨이로 공격하고, 마침내 듀크의 기타로 그를 제압한다. 노먼은 듀크와 팻시의 시체를 자신의 차로 끌고 가 모텔 뒤편의 늪에 버리려 한다. 듀크는 아직 살아있었고, 노먼을 공격하여 그가 차 통제력을 잃고 늪에 빠지게 한다. 노먼은 간신히 익사를 피하고 강변으로 헤엄쳐 가지만 듀크는 익사한다.
트레이시는 스탯러에게 스풀에 대해 이야기하고 그녀가 스탯러가 하비 리치에게서 식당을 사기 전에 식당에서 일했다는 것을 알게 된다. 트레이시는 보조 생활 시설에 거주하는 리치를 만나고, 스풀 또한 살인으로 수감되었다는 사실을 듣는다. 모린은 노먼이 자신의 진정한 사랑이라고 확신하고 모텔로 돌아온다. 그들은 계단 꼭대기에서 다정한 순간을 보내고 있을 때 "어머니"가 노먼에게 격렬하게 소리치며 그를 놀라게 한다. 그는 모린의 손을 놓쳐 그녀가 계단 아래로 떨어져 동상에 박힌 화살에 찔려 죽는다. 트레이시는 집으로 들어가 모린의 죽음을 발견하고, "어머니" 복장을 한 노먼이 칼을 들고 있는 것을 보지만 도망칠 수 없다.
트레이시는 노먼에게 그의 가족사를 설명하며 그를 설득하려 한다. 스풀은 노먼의 어머니가 아니었다. 그녀는 사실 노먼의 아버지 존과 사랑에 빠진 그의 어머니의 여동생이었다. 그가 자신의 언니를 선택하자 스풀은 이성을 잃고 그를 죽였다. 그녀는 그 후 아이 노먼을 납치했지만 나중에 수감되었다. 격분한 노먼은 스풀의 시체를 파괴하고, 어머니의 통제에서 벗어난다.
헌트 보안관은 노먼을 체포한다. 헌트 보안관은 노먼에게 아마 남은 평생을 수감될 것이라고 말한다. 노먼은 "하지만 난 자유로워질 거야, 마침내 자유로워질 거야"라고 대답한다. 노먼이 경찰에 의해 끌려가는 동안, 그는 스풀의 절단된 손을 어루만지며 카메라를 향해 섬뜩하게 웃는다.

## 출연

### 주연
- 안소니 퍼킨스
- 다이애나 스카위드
- 제프 파헤이
- 로버타 맥스웰

### 조연
- 휴 길린
- 리 갈링톤
- 로버트 앨런 브로운

## 제작진
- 협력프로듀서: 도널드 E. 지펠
- 미술: 헨리 범스테드